# Jean-Claude Mbwentchou
Jean-Claude Mbwentchou,  né le 9 mars 1966 à Douala, est une personnalité politique camerounaise. De 2011 à 2019, il est ministre du Développement Urbain et de l'Habitat.

## Biographie
Jan-Claude Mbwentchou est né le 9 mars 1966 à Douala. Il est originaire du  département Ndé, une région de l'Ouest du Cameroun.

### Études
Il est ingénieur de génie civil de l'école polytechnique de Yaoundé, et depuis 1983, il possède une maîtrise en aménagement urbain. Il possède aussi une formation d'Ingénieur principal des travaux publics.

## Activités
Avant d'occuper le ministère actuel, il est Coordonnateur  National du Programme de Gouvernance Urbaine (PGU 2005 - 2011), Point-Focal ONU_Habitat du programme participatif d'amélioration de Bidonvilles (PPAB) au Cameroun (2010 - 2011).

## Politique
Il est membre du Rassemblement démocratique du peuple Camerounais (RDPC). Il est aussi conseiller municipal de la commune de Bazou.

## Mandats ministériels
Après le remaniement ministériel du 9 décembre 2011, il devient ministre du Développement Urbain et l'Habitat. Il est reconduit à ce poste lors du remaniement ministériel du 2 octobre 2015.